# Upper Broughton
Upper Broughton is een civil parish in het bestuurlijke gebied Rushcliffe, in het Engelse graafschap Nottinghamshire. In 2001 telde het dorp 254 inwoners.